# М
 Тази статия е за кирилската буква.  За други значения вижте M (пояснение).  
М, м е буква от всички кирилски азбуки, обикновено обозначаваща звучна двубърнена носова съгласна. В българската е 13-а по ред, в руската и беларуската – 14-а, в сръбската – 15-а, в македонската – 16-а и в украинската – 17-а. Използва се също така и в кирилските азбуки на езиците в Руската федерация и ОНД). В старобългарската и църковнославянската азбука М има название мыслите. В кирилицата буквата М е 14-а по ред, има начертание М и числова стойност 40. В глаголицата по ред е 15-а и има начертание  и числова стойност 60. Произлиза от гръцката буква мю (Μ, μ).